# Filantropie
Filantropie (z řec. filein, milovat a anthrópos, člověk – láska k člověku) nebo lidumilnost znamená lásku k lidem, která se například projevuje jako humanisticky motivovaná dobročinnost, dávání peněz, zboží, času nebo úsilí pro podporu obecně prospěšného účelu, zpravidla v delším časovém horizontu a s jasně definovanými cíli. V obecnější poloze lze filantropii pojmout jako jakýkoli altruistický počin, který směřuje k podpoře dobra nebo zlepšování kvality života. Filantrop může být rovněž označován jako lidumil.

## Firemní filantropie
Především v Evropě se pojem filantropie používá i v souvislosti dárcovstvím firem, mluví se o tzv. firemní filantropii. Ta tvoří jeden ze základních pilířů společenské odpovědnosti firem, označované též jako CSR, z anglického Corporate Social Responsibility.

## Filantrop

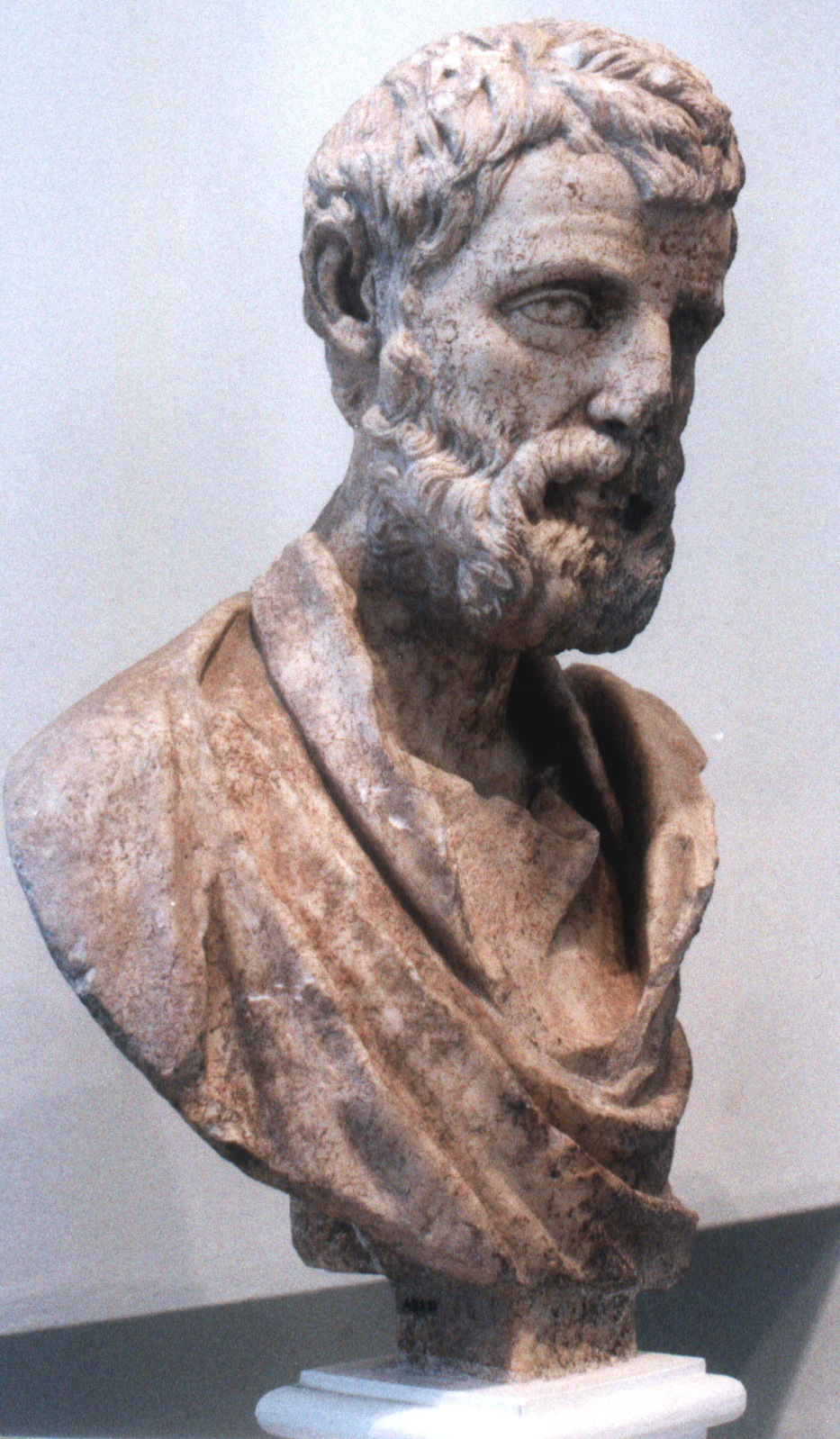
Herodes Atticus, řecký filantrop z 2. století

Filantrop je člověk, který se angažuje ve filantropii, neboli někdo, kdo daruje čas, úsilí, peníze a jiné hmotné statky na charitativní účely. Tento termín může být aplikován na kteréhokoliv dobrovolníka nebo dárce. Označují se jím často dárci velkých obnosů peněz, pravidelní dárci, nebo lidé, kteří mají vliv na zlepšování obecné kvality života díky svému opakovanému dobrovolnictví (bez ohledu na motivaci).

## Známí filantropové
- Zdeněk Bakala – Podporovatel studentů na mezinárodních školách.
- Warren Buffett – Přislíbil dotaci v hodnotě USD 30,7 miliard fondu Billa a Melindy Gates.
- Andrew Carnegie – Daroval peníze na výstavbu více než 2500 knihoven na celém světě.
- Ray Dolby – vynálezce a zakladatel Dolby Laboratories, s chotí podporoval celou řadu organizací, s jejich podporou byla otevřena zařízení jako Budova regenerační medicíny Raye a Dagmar Dolbyových na univerzitě v Kalifornii, centrum kmenových buněk v San Francisku či výzkumné centrum mozkového zdraví v Pacifickém zdravotním centru v Kalifornii.
- Henri Dunant – hlavní spoluzakladatel Červeného kříže
- George Eastman – Soustředil se na budování institucí a řešení příčin, které by mohly pomoci zdraví lidí. Daroval prostředky Rochesterské univerzitě a jejím součástem Eastman School of Music a School of Dentistry (škola stomatologie), daroval prostředky Tuskegee Institutu a Massachusettskému technologickému institutu (MIT).
- Henry Ford – Založil Fordovu nadaci.
- Josef Jan Frič – Vybudoval hvězdárnu v Ondřejově.
- Bill Gates – spoluzakladatel fondu Billa a Melindy Gates
- Solomon R. Guggenheim – zakladatel Guggenheimova muzea
- Josef Hlávka – Založil Hlávkovu nadaci a podporoval Českou akademii věd a umění.
- Jan Horal – podporovatel válečných veteránů a řady dalších aktivit napříč společenským životem.
- Howard Hughes – Založil Hughes Medical Institute.
- Michael Jackson – Daroval miliony dolarů na pomoc dětem po celém světě.
- Rudolf Jedlička – Založil Jedličkův ústav pro postižené děti.
- Renáta Kellnerová –  Rodinná nadace Kellnerových se zabývá filantropií od roku 2002. Dlouhodobým cílem nadace je podpora vzdělanosti.
- Alois Klar – Založil Klárův ústav slepců.
- Lékaři bez hranic – francouzská organizace pro pomoc v krizových oblastech
- Vojta Náprstek – Založil Americký klub dam.
- Petra Němcová – Založila Happy Hearts Fund.
- Alfred Nobel – Založil a dotoval Nobelovy ceny.
- John D. Rockefeller – zakladatel Rockefellerovy nadace a Rockefellerovy Univerzity
- Joanne Rowlingová – Miliony liber darovala charitám, podporuje znevýhodněné děti, sama je zakladatelkou dobročinné organizace Lumos.
- Jan Petr Straka z Nedabylic – mecenáš Strakovy akademie
- Zdeněk Svěrák – Podpořil vznik Centra paraple.
- Matka Tereza – zakladatelka řeholního řádu Misionářky milosrdenství
- William Wilberforce – V britském parlamentu vedl kampaň proti obchodu s otroky, která vedla roku 1807 ke schválení zákon o zrušení obchodu s otroky.
- Paul Walker – Reach Out Worldwide, pomáhal obětem, které zasáhlo tornádo.